# Sékou Touré (football)
Pour les articles homonymes, voir Touré et Sékou Touré.
Sékou Touré  est un footballeur ivoirien né le 1er mai 1934 à Bouaké et mort le 2 avril 2003.

## Biographie
Attaquant de l'ASEC et de l'Africa Sports d'Abidjan, il remporta la coupe de l'AOF (Afrique-Occidentale française) en 1958. Évoluant dans le championnat de France entre 1958 et 1965, il joua pour l'Olympique d'Alès, le Nîmes Olympique, l'OGC Nice, le FC Sochaux, l'US Forbach, le FC Grenoble, le FC Dieppe, le SO Montpellier et l'AS Béziers.
Le 20 mars 1960, alors qu'il jouait pour le FC Sochaux, il blessa gravement Just Fontaine au milieu de sa jambe gauche qui lui provoqua une double fracture, mettant fin prématurément a sa carrière quelques années plus tard.
Il a été le meilleur buteur du championnat de France de première division lors de la saison 1961-1962 avec le SO Montpellier en marquant 25 buts en 36 matchs.
Il est mort en 2003 à l’âge de 69 ans.